# Ittihad-i Muhammedi Djemiyyeti
İttihad-ı Muhammedî Cemiyeti (Unió Islàmica) fou una organització política i religiosa otomana. Va ser fundada el 5 d'abril de 1909 (oficialment, però de fet s'hauria format el 6 de febrer de 1909) dirigida per Derviş Vahdeti, director del diari Volkan. El formaven molts ulemes i persones que estaven en contra del modernitzant Comité Unió i Progrés CUP (İttihad ve Terakki Cemiyeti). El seu naixement va coincidir amb la caiguda del gran visir Kamil Paixà i la campanya de l'oposició liberal contra el CUP. La seva propaganda va inquietar al govern i fou refutada pel shaykh al-Islam i es van enviar al parlament dues lleis de premsa que pretenien acabar amb el diari Volkan. Aquesta propaganda havia guanyat suport a l'exèrcit. La mort i funerals d'Hasan Fehmi, periodista d'oposició (7 i 8 d'abril) va encendre els ànims. Les tropes de la capital van donar un cop d'estat la nit del 12 al 13 d'abril. La rebel·lio fou sufocada al cap de poc per tropes enviades de Salònica (el 3r Exèrcit) i el moviment İttihad-ı Muhammedî Cemiyeti fou prohibit. Derviş Vahdeti i altres líders foren arrestats i penjats.